# レユニオン・ホットスポット
レユニオン・ホットスポット（英語: Réunion hotspot）はインド洋のレユニオン島直下にあるホットスポット。チャゴス・ラッカディヴ海嶺やマスカリン海台南部はレユニオン・ホットスポットの火山活動によるものである。
レユニオン・ホットスポットは6600万年以上にわたって活動していると考えられている。このホットスポットの6600万年前の大規模噴火がインド中央部のデカン・トラップを形成し、またインドをマスカリン海台から分離させたと考えられる。インドが北へ向かった後もホットスポットは活動を続け、6000から4500万年前にかけてラッカディヴ諸島やモルディブ諸島、チャゴス諸島を形成した。およそ4500万年前に中央海嶺がホットスポットを横切り、レユニオン・ホットスポットはアフリカプレートの下に移った。
4500から1000万年前の間は、ホットスポットの活動は低調であった。その後活動を再開しマスカリン諸島を形成した。モーリシャスやロドリゲス海嶺は1000から800万年前に、ロドリゲス島やレユニオン島は過去200万年の間に出来た。レユニオン島のピトン・ドゥ・ラ・フルネーズ山は世界でも活発に活動している火山の一つであり、最近では2015年8月に噴火している。